# (2110) Moore-Sitterly
(2110) Moore-Sitterly – planetoida z pasa głównego asteroid okrążająca Słońce w ciągu 3 lat i 95 dni w średniej odległości 2,2 au. Została odkryta 7 września 1962 roku w Goethe Link Observatory w Brooklynie w stanie Indiana. Nazwa planetoidy pochodzi od Charlotte Moore Sitterly (1898–1990), amerykańskiej astronom. Przed nadaniem nazwy planetoida nosiła oznaczenie tymczasowe (2110) 1962 RD.